# Lac Loïs (Taschereau)
Pour les articles homonymes, voir Loïs.
Le lac Loïs est un plan d'eau douce de la municipalité de Taschereau, dans la municipalité régionale de comté (MRC) de Abitibi-Ouest, dans la région administrative de Abitibi-Témiscamingue, dans la province de Québec, au Canada.
Le lac Loïs chevauche les cantons de Privat et d’Aiguebelle. Ce lac est entièrement situé en zones forestières. Il comporte les baies Noire (à l’Ouest), Dassylva (au Nord) et des Trois Hérons (au Sud).
La foresterie constitue la principale activité économique du secteur ; les activités récréotouristiques, en second. Le lac Loïs constitue la limite Nord du parc national d'Aiguebelle.
Annuellement, la surface du lac est généralement gelée de la mi-novembre à la fin avril, néanmoins, la période de circulation sécuritaire sur la glace est habituellement de la mi-décembre à la mi-avril.

## Géographie
Les principaux bassins versants voisins du lac Loïs sont :
- côté Nord : rivière Loïs, lac Chavigny, lac Robertson, rivière Macamic ;
- côté Est : rivière Villemontel, ruisseau Binet, rivière Davy ;
- côté Sud : rivière Bassignac, rivière Dufresnoy, rivière Kinojévis ;
- côté Ouest : rivière Fréville, lac Lavoie, rivière Poularies.

Le lac Loïs est connecté à l’Ouest au lac Duchat par un segment de 2,1 km de la rivière Loïs.
L’embouchure du lac Loïs est située à 12,1 km à l’Est de la route 101 et à 24,3 km du côté Sud-Est du centre-ville de Macamic.
Le lac Loïs se déverse par le côté Ouest dans la rivière Loïs laquelle coule sur 39,4 km vers le Nord-Ouest jusqu’à la rive Sud du lac Macamic que le courant traverse vers le Nord sur 11,1 km. Le lac Macamic se déverse dans la rivière La Sarre laquelle se déverse à son tour sur la rive Nord-Est du lac Abitibi. De là, le courant traverse le lac Abitibi vers l’Ouest sur 83,4 km jusqu’à son embouchure, en contournant cinq grandes presqu’îles s’avançant vers le Nord et plusieurs îles.
À partir de l’embouchure du lac Abitibi, le courant emprunte le cours de la rivière Abitibi, puis de la rivière Moose (Ontario) pour aller se déverser sur la rive Sud de la baie James.

## Toponymie
Le lac Loïs a été nommée en l'honneur de Lois Frances Booth, la petite-fille du magnat forestier John Rudolphus Booth. Avant de s'imposer sous ce nom le lac a été connu sous les noms de Molesworth, Lartigues, Matamik, Matamec ou Matamek et Wikwasika. Il est aussi nommé lac Laferté par les gens de la région.
Le toponyme "lac Loïs" a été officialisé le 5 décembre 1968 par la Commission de toponymie du Québec lors de sa création.